# Кисаберг
Кисаберг (њем. Küssaberg) општина је у њемачкој савезној држави Баден-Виртемберг. Једно је од 32 општинска средишта округа Валдсхут. Према процјени из 2010. у општини је живјело 5.488 становника. Посједује регионалну шифру (AGS) 8337125.

## Географски и демографски подаци
Кисаберг се налази у савезној држави Баден-Виртемберг у округу Валдсхут. Општина се налази на надморској висини од 330 метара. Површина општине износи 26,2 km². У самом мјесту је, према процјени из 2010. године, живјело 5.488 становника. Просјечна густина становништва износи 210 становника/km².

## Међународна сарадња
| Мјесто | Држава     | Врста сарадње | Од    |
| ------ | ---------- | ------------- | ----- |
|        | Француска  | партнерство   | 1994. |
|        | Швајцарска | пријатељство  | 2000. |
| Извор  |            |               |       |